# Сабахудин Курт
Сабахудин Курт (Сарајево, 18. јул 1935 — Сарајево, 30. март 2018) био је југословенски и босанскохерцеговачки поп и фолк певач.

## Биографија
На музичкој сцени Југославије појавио се 1954. године када је за Радио Сарајево снимио песму Дим у твојим очима. Године 1964. учествовао је на Југовизији, националном југословенском избору за Песму Евровизије које је одржано у словеначком Трбовљу где је са композицијом Живот је склопио круг, аутора Срђана Матијевића, заузео прво место и тако постао четвртим представником Југославије на том музичком фестивалу. На Песми Евровизије 1964. одржаној у Копенхагену југословенски представници су поделили последње место без освојеног бода. Упркос неуспеху у Копенхагену Куртова каријера је кренула узлазном путањом и уследили су бројни наступи у иностранству, а међу њима се посебно издваја чак 17 турнеја по Совјетском Савезу.
Почетком осамдесетих година прошлог века био је члан Опере народног позоришта у Сарајеву, те члан сарајевског мушког октета „Препород”. Као младић играо је фудбал у редовима сарајевске ФК Романије, једно време је радио и као банкарски службеник, а учествовао је и у организацији Зимских олимпијских игара 1984. чији домаћин је био град Сарајево. Имао је и епизодне улоге у хумористичним телевизијским серијама Карађоз (1969) и Шест свечаних позивница (1964. године).
Са музичке сцене се повукао 2007. након што је преживео срчани удар. Последње године живота провео је у селу Горње Влаково код Сарајева. Био је ожењен Исметом Курт са којом је имао два сина, Дамира и Алмира.

## Фестивали
Ваш шлагер сезоне, Сарајево:
- Пољуби ме њежно', '67
- Ти знаш, '69
- На старом мјесту, '70
- Не, '71

Опатија:
- Порука мора (алтернација са Терезом Кесовијом), друга награда стручног жирија и трећа награда публике, '63
- Твоја пјесма (алтернација са Душаном Јакшићем), '64

Југословенски избор за Евросонг:
- Волимо се, Загреб '62
- Сретно љето, Београд '63
- Живот је склопио круг, победничка песма, Трбовље, '64

Песма Евровизије:
- Живот је склопио круг, подела петнаестог и шеснаестог места, '64

Илиџа:
- Без љубави све је пусто (алтернација са Недељком Билкићем), друга награда публике, '67
- Ој севдаху што си тежак, '72
- Да л' још Дунав тамо тече, '83

Међународни фестивал Форте, Сарајево:
- Аве Мариа (дует са Жељком Катавић Пиљ), '99